# Gunnar Ekelöf
Pour les articles homonymes, voir Ekelöf.
Gunnar Ekelöf (né le 15 septembre 1907 à Stockholm et mort le 16 mars 1968 à Sigtuna) est un poète et écrivain suédois.

## Biographie
Grand prix de littérature du Conseil nordique, membre de l'Académie suédoise, Gunnar Ekelöf (Suède 1907-1968) représente un tournant décisif dans la poésie moderne suédoise, mais également un lien avec une longue tradition qui, au-delà des romantiques suédois et de Swedenborg, plonge ses racines dans une tradition classique et orientale dépassant les limites de la Suède. Dans sa jeunesse, il étudie les langues, la philosophie et la poésie mystique du Moyen-Orient. En 1929, à Paris, il découvre le surréalisme et traduit en suédois les poètes français, notamment Baudelaire, Rimbaud, Apollinaire et Desnos. C'est ensuite la période des voyages dans les pays qui bordent la Méditerranée. Après un séjour en Turquie (1965), il achève une œuvre, patiemment tissée et sans cesse reprise, par la trilogie Dīwān qui marque l'un des sommets de la poésie contemporaine. Certains de ses poèmes ont été mis en musique par Lars Edlund.

### Chronologie
Gunnar Ekelöf nait le 15 septembre 1907 à Stockholm (Suède). Ses parents, Valborg von Hedenberg et le banquier Gerhard Ekelöf, viennent de milieux très différents. La mère est issue de la noblesse, alors que les ancêtres de son père sont des paysans ou de simples soldats. La petite enfance de Gunnar Ekelöf est marquée par deux choses ; l’aisance économique de la famille et les tiraillements entre ses parents.
Il commence sa scolarité en 1914. En 1915, son père se révèle être syphilitique ; sa mère demande le divorce. Son père meurt en 1916.
Il effectue un voyage en France de plusieurs mois avec sa mère en 1920. En 1921, cette dernière se remarie avec Gunnar Hahr. Gunnar Ekelöf a du mal à supporter son beau-père, un sentiment qui s’est amplifié avec les années.
Au lycée, Ekelöf a des intérêts multiples, surtout dans les domaines de la musique et de la littérature. Il s’intéresse également au mysticisme hindou. Il obtient son baccalauréat, avec des notes moyennes.
.La rente découlant du fonds d’investissement de son père lui procure un salaire annuel confortable ce qui lui permet d’aller à Londres et de s’inscrire à la School of Oriental Studies pour apprendre l’hindoustani, le bengali et le perse, son but étant de séjourner longuement en Inde. Mais l’école le déçoit et au cours de l’année, il part en Écosse avant de rentrer en Suède pour poursuivre ses études orientales à l’université d'Uppsala. 
En 1927-1928, sa vie estudiantine est solitaire ; il compose alors ses premiers poèmes. Il souffre d'un ulcère à l’estomac, et il s'ensuit une période de maladie et de convalescence. À sa majorité, il touche une partie de l’héritage de son père, soit 100 000 couronnes (environ 500 000 € de nos jours). Il décide de rejoindre un ami de sa mère, le baron Carl Sebastian Tamm, au Kenya, où le baron dirige une importante plantation de café. Ekelöf se rend en France, à Menton, pour le rencontrer mais le projet avorte. Il lit à cette époque Cocteau, Cendrars et Apollinaire. 
En 1929, de retour en Suède, Ekelöf s’achète une Bugatti cabriolet. Il se consacre à la musique. Il travaille le piano 10 à 12 heures par jour. Puis il part à Paris étudier la musique. Par un compatriote, il est introduit dans un groupe d’artistes, intitulé ‘’Art Concret’’. Il se remet en question et écrit des poèmes à la façon de Cendrars et d'Apollinaire.
En 1930, il fréquente régulièrement le milieu artistique parisien avant de partir pour la Norvège et de retourner en Suède où il rencontre une jeune fille, Gunnel Bergström. Gunnar Ekelöf et Gunnel Bergström se fiancent en 1931.
Ekelöf participe au magazine littéraire d’avant-garde Spectrum, ce qui permet la publication de ses premiers poèmes. Il introduit le surréalisme français en Suède et décide de faire une psychanalyse.
Le krach boursier le conduit à la pauvreté. Il vend sa voiture et se déplace à bicyclette.
En 1932, le premier recueil de poésie de Gunnar Ekelöf, intitulé Sent på jorden (Tard sur la terre), est publié. Il vend sa bicyclette et se marie avec Gunnel Bergström. Mais très vite Gunnel Ekelöf quitte son mari pour vivre avec la poétesse Karin Boye. Il est désespéré.
En 1932-1933, Ekelöf effectue des traductions littéraire en suédois : Les Faux-monnayeurs de Gide, des nouvelles de Proust, des poèmes de Robert Desnos, de Rimbaud, de Cendrars et d’Eluard.
Ekelöf passe l’automne 1933 à Berlin avec une nouvelle amie, Irma.
Il est de retour à Stockholm en 1934, et développe un penchant pour l’alcool. Il fréquente les boites de nuit avec ses amis, les salons littéraires et la maison des écrivains. Il prend part à des soirées de lecture, dans lesquelles il aime porter parfois à porter un monocle. Irma le quitte pour l'un de ses collègues, ce qui l'affecte beaucoup. En septembre 1934, parait un nouveau recueil : Dedikation, qui obtient de bonnes critiques.    
En 1935, il est l'éditeur de l'anthologie 100 ans de poésie moderne française. Il rencontre Maj, une jolie fille blonde et timide de 25 ans, et Voyage à Prague financé par une subvention culturelle de l’État. 
Un nouveau recueil de poésies, Sorgen och stjärnan, est publié en 1936.
En 1937, il entame une collaboration comme critique d’art dans diverses revues. Il traduit en suédois de l’œuvre complète de Rimbaud. Sa relation avec Maj se termine, mais il lui garde cependant son amitié. Maj meurt de tuberculose en 1944.
Ekelöf voyage en 1938 Carélie (Finlande) sur les traces de la poétesse Edith Södergran qu’il admire.
En 1939 parait le recueil Köp den blindes sång, dont la critique s'avère élogieuse. Il traduit L'Espoir de Malraux. À l'été, il voyage à Paris avec sa mère et son demi-frère (17 ans), puis seul en Bretagne pendant un mois à Plestin-les-Grèves. Retour à Paris et départ en train vers la Suède. Images d'une Europe qui se prépare à la guerre.
En 1940, Ekelöf rédige des chroniques sur les arts dans des magazines suédois. Il traduit de la poésie chinoise et des poèmes d'Apollinaire. Il écrit également un recueil en prose : Promenader, suivi en 1941 par le recueil de poésies Färjesång. Il considère ce recueil comme le véritable point de départ de sa poésie. Le poème Samothrace peut être considéré comme un texte exprimant la foi en la victoire sur les forces du mal nazi.
Le recueil suivant est En Mölna-Elegi, paru en 1942. Il rencontre Gunhild (Nun) Flodquist, une kinésithérapeute de 37 ans, qu'il épouse en 1943.
En 1944, il traduit un roman de Paul Vialar. En 1945, il publie Non Serviam. 
En 1946, Ekelöf fait la critique de nombreux livres. Il parvient à réaliser l'un de ses rêves, celui d’avoir un petit voilier, avec une cabine et un moteur. 
Le recueil de poèmes Om hösten sort en 1947, suivi en automne de textes en prose Utflykter. Les époux Ekelöf ont l’idée de s’installer en France.
En 1948, Ekelöf voyage à Paris, Rome, Menton, Albi (pour le projet d’un livre sur Toulouse-Lautrec). L’idée de demeurer en France est abandonnée et Nun et Gunnar s’installent à Erikslund, à cinquante kilomètres au sud de Stockholm.
En 1949 parait une nouvelle édition de ses poèmes en trois volumes. En 1950, il voyage à Paris et en Dordogne pour voir les peintures rupestres de Lascaux. Il achète un terrain à Trosa (près d’Erikslund) dans le but d’y construire une maison.
Ekelöf fréquente aussi Ingrid, la sœur de Nun. En effet, en 1951, en accord avec les deux sœurs, Ekelöf quitte Nun pour Ingrid (39 ans).
En 1952 parait une édition illustrée par Tor Bjurström pour bibliophiles de Sent pa jorden. 216 exemplaires en sont imprimés à Paris. Ekelöf divorce officiellement avec Nun, puis se remarie avec Ingrid. Leur voyage de noces a lieu en mai et juin. Ils font la route en voiture, traversant le Danemark, les Pays-Bas, et la France (Paris, Lascaux, Albi). À Saint-Tropez, Ekelöf rend visite à Paul Éluard. Retour en Suède à la Saint-Jean. Fin août, naissance de leur fille, Suzanne. Ekelöf a la grippe.
À partir de 1953, la santé d’Ekelöf empire. Souffrant de maux d’estomac, il est opéré en mars. Il héritage d'un parent éloigné d’une rente de 10.000 couronnes par an (ce qui correspond alors au salaire annuel d’un petit cadre). 
La famille Ekelöf décide de partir en 1954 en voiture pour l’Italie. Ils louent un appartement à Positano, visitent Cumae, au nord de Naples et de Pompéi, puis séjournent en Toscane. Au cours d’une soirée, Ekelöf perd l’équilibre et se casse une jambe. Comme il ne peut pas conduire, c’est Ingrid qui doit ramener la voiture en Suède avec son mari comme passager.
En 1955 parait le recueil Strountes. En 1956, Ekelöf parle de son enfance dans Une photographie. La famille déménage à Sigtuna (60 kilomètres au nord de Stockholm).
Ekelöf écrit en 1957 une série d’articles pour le Dagens Nyheter (premier quotidien suédois). Les articles paraissent ensuite rassemblés avec d'autres textes dans un livre de proses. Il part en voiture (Peugeot 403) pour la Grèce, avant de prendre le bateau jusqu’à Trieste, puis se rend à Gênes, Venise, Split, Dubrovnik, Athènes, Nauplie (deux mois à l’hôtel Amfytrion), Epidaure, l’Olympe et Mycènes, Delphes. Il loue la Villa Kleopatra à 10 kilomètres au nord d’Athènes. Despina (Nena) est engagée pour garder Suzanne. Elle retournera avec les Ekelöf en Suède et y restera.
En 1958, Gunnar Ekelöf entre à l’Académie suédoise. Il subit une opération d’un ulcère au duodénum.
Le recueil Opus incertum parait en 1959, suivi en 1960 par Valfrändskaper. En novembre 1960, il voyage à nouveau en voiture en Grèce. Il est victime de crises d’asthme, et, à la suite de ses problèmes d'alcoolisation, d'hallucinations. D'abord soigné à la Croix Rouge d’Athènes, il est ensuite rapatrié en avion pour l’hôpital d’Uppsala. Une semaine avant Noël, il peut regagner sa maison de Sigtuna.
En 1961, Ekelöf reprend l’avion pour aller chercher sa voiture restée à l’ambassade de Suède en Grèce. Il subit une crise de solitude à Athènes, et demande à sa femme de le rejoindre expressément. Très fatigué après le voyage, il doit se faire hospitaliser une semaine. La même année parait le recueil En natt i Otocac. Otocac est le nom d'un village côtier en Yougoslavie, où la famille Ekelöf avait passé une nuit.
Ses publications suivantes sont Sent på jorden augmenté de APPENDIX 1962 et de En natt vid horisonten (« Une nuit à l’horizon »), qui sortnet en 1962.
En 1963, Ekelöf, qui ne cesse de rêver à la maison idéale, termine l’aménagement de sa demeure de Sigtuna. Il achète aussi une caravane qu'il équipe minutieusement. Elle deviendra son bureau de campagne. Pendant ce temps, son intérêt pour la culture byzantine ne faiblit pas. Il espère pouvoir effectuer bientôt un nouveau voyage.
Gunnar Ekelöf reçoit en 1964 le Grand prix de l’Académie danoise. Ses projets de voyage se réalisent en Sicile et à Naples.
En 1965, il est victime d'une chute dans sa maison et se casse des côtes, ce qui nécessite une hospitalisation. Il voyage plus tard à Byzance (Istanbul), et à Izmir. Les mosaïques qu’il contemple dans l’église du monastère entraînent une vague d’inspiration puissante qui le submerge. Dès son retour chez lui, Ekelöf commence à regrouper ses écrits. Diwan över fursten av Emgion (« Diwan sur le prince d’Emgion ») parait fin octobre. Il obtient le Grand prix de littérature du Conseil nordique.
En 1966, Ekelöf est fatigué et a besoin de repos, car depuis le mois d’avril 1965, il a, presque sans interruption, été pris par son écriture. Il part au mois d’avril, avec sa femme, pour Athènes et la Crète. Au mois d’octobre, comme il considère, depuis les années 1920, la France comme sa seconde patrie, il décide d’y retourner une nouvelle fois. (Il aime aussi la cuisine française, boire du vin français et fumer des Gauloises). Il se rend à Paris puis sur la Côte d'Azur, là où le climat doit être bénéfique pour sa santé.
Il reçoit le Grand prix annuel de littérature d'une valeur de 48 000 frs, décerné par le conseil nordique pour ses traductions de Baudelaire et d'André Breton.
En 1967, il voyage en Tunisie, où il visite les ruines de Carthage. À son retour en Suède, il travaille jusqu’à l’épuisement sur le cycle des « Diwan ».
En 1968, sa santé décline rapidement. Le 16 mars, il meurt d'un cancer de l’œsophage. Ses cendres sont répandues dans le fleuve Pactole, à côté du temple d'Artémis de Sardes.
.…les belles vagues éclatent en sanglots contre les pierres aveugles de la grève…

## Œuvres
En version française
- Dīwān : poèmes, trad. de C.G. Bjurström et André Mathieu, Paris, Gallimard, coll. « Du monde entier », 1973-1979
  - I : Dīwān sur le prince d'Emgion, 1973
  - II : Guide pour les enfers…, 1979
  - III : La Légende de Fatumeh, 1979
- Tard sur la terre, suivi de Une nuit à l'horizon : poèmes, trad. de Sent Pā Jorden, Paris, Gallimard, coll. « Du monde entier », 1988 [nouv. éd. rev. et augm.]